# Рахметова, Гарифа Мажитовна
Гарифа Мажитовна Рахметова (каз. Ғарифа Мәжитқызы Рахметова; 2 мая 1922; Урдинский район, Западно-Казахстанская область, СССР — 18 августа 2001; Уральск, Казахстан) — советская и казахская ветеран партии и труда, участница Великой Отечественной войны.

## Биография
Родился 2 мая 1922 года в Азгирском сельском совете Ордынского района Западно-Казахстанской области.
По призыву ЦК ВЛКСМ в марте 1942 года добровольцем ушла на фронт. Окончила военную школу радиоспециалистов в г. Москве. Участвовала в боях на Калининском, Северо-Западном, Брянском, І-ІІ-Прибалтийском, І-Белорусском фронтах.
Член КПСС с 1943 года, в комсомоле с 1938 по 1942 годы.
В 1953 году окончила физико-математический факультет Уральского педагогического института.
После демобилизации с 1946 года на руководящей комсомольской, партийной и хозяйственной работе.

## Награды
- Медаль «За боевые заслуги» (10 октября 1944 года)[1]
- Орден Отечественной войны 2 степени (6 апреля 1985 года)[2]
- Медаль «За взятие Берлина»
- Орден «Знак Почёта»
- Указом президента РК от 3 мая 1995 года награждена орденом «Отан» один из высших орденов Республики Казахстан (награда вручена из рук Президента РК в резиденции в Алматы.)
- Юбилейная медаль «Двадцать лет Победы в Великой Отечественной войне 1941—1945 гг.» (1965)
- Юбилейная медаль «Тридцать лет Победы в Великой Отечественной войне 1941—1945 гг.» (1975)
- Юбилейная медаль «Сорок лет Победы в Великой Отечественной войне 1941—1945 гг.» (1985)
- Юбилейная медаль «50 лет Победы в Великой Отечественной войне 1941—1945 гг.» (3 мая 1995 года)
- Медаль «Астана»
- звания «Почётный гражданин города Уральска»[3]